# Selfjall (berg i Island, Norðurland vestra)
Selfjall är ett berg i republiken Island. Det ligger i regionen Norðurland vestra, 210 km nordost om huvudstaden Reykjavík. Toppen på Selfjall är 1 140 meter över havet.
Trakten runt Selfjall är nära nog obefolkad, med mindre än två invånare per kvadratkilometer. Det finns inga samhällen i närheten. Trakten runt Selfjall består i huvudsak av gräsmarker.